# Nepytia umbrosaria
Nepytia umbrosaria är en fjärilsart som beskrevs av Alpheus Spring Packard 1874. Nepytia umbrosaria ingår i släktet Nepytia och familjen mätare. Inga underarter finns listade i Catalogue of Life.